# Parthenicus ribesi
Parthenicus ribesi är en insektsart som beskrevs av Knight 1968. Parthenicus ribesi ingår i släktet Parthenicus och familjen ängsskinnbaggar. Inga underarter finns listade i Catalogue of Life.